# Флагман (фрегат)
«Флагман» (означает «первый», «главный», «ведущий») — действующая историческая копия трехпалубного торгового судна «Святой апостол Павел» времён Петра I.
Судно построено в 1960 году, ранее находилось на Ладожском озере и в Санкт-Петербурге. Ныне корабль пришвартован у набережной Александра Невского на реке Волхов в Великом Новгороде.
С 2009 года на судне располагается ресторанный комплекс «Фрегат Флагман». На данный момент на борту действует несколько ресторанов, ночной клуб, ресторан «Русская душа», паб со спортивными трансляциями «БРАТLEX», караоке-ресторан «БАРЖА», летняя Палуба, шатёр «Паруса» под главной мачтой. 

## История создания
- 1960 год - спуск на воду

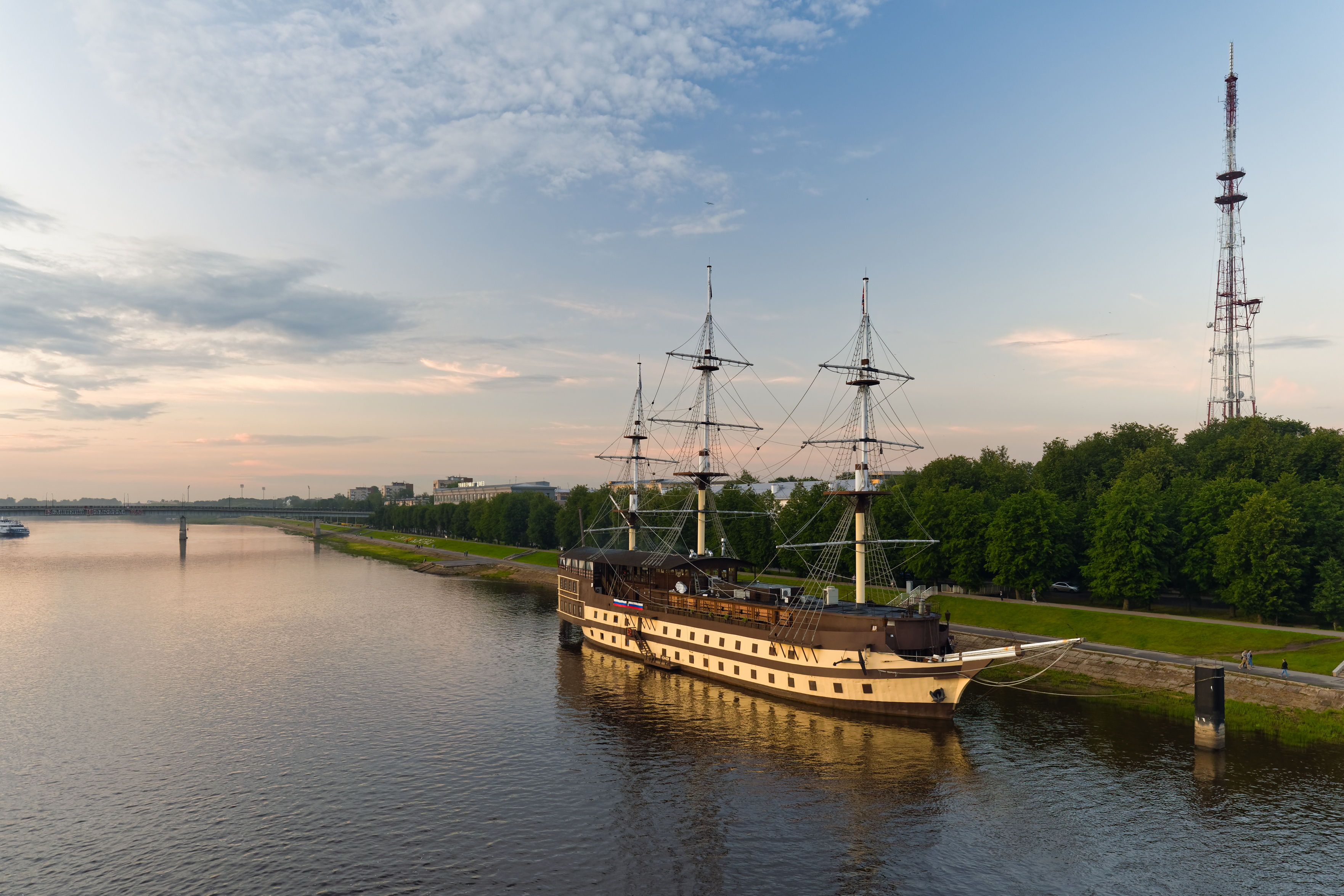
Фрегат «Флагман» на набережной Александра Невского в Великом Новгороде

- 2009 год – перемещение в Великий Новгород
- 2009 год – открытие на борту ресторанного комплекса «Фрегат Флагман»
- 2015 год – запуск гастробара «На корме»
- 2016 год – запуск ресторана «Русская душа»
- 2017 год – запуск караоке-проекта «Баржа»
- 2022 год - открытие банкетного шатра «Паруса» на крыше
- 2022 год - открытие лаунжа «Bratlex»